# Premio Driehaus

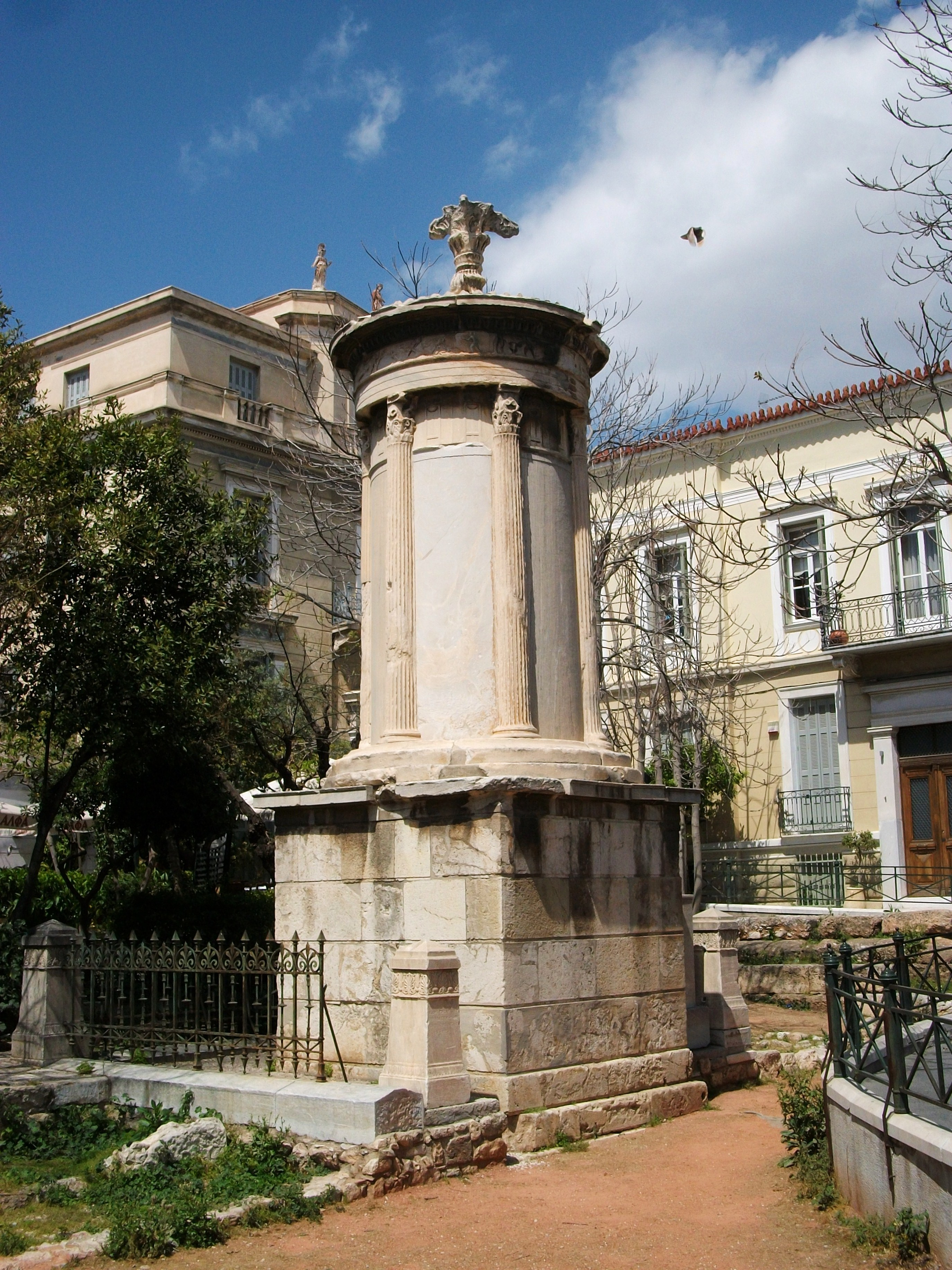
Linterna de Lisícrates, símbolo del Premio Driehaus

El Premio Richard H. Driehaus de Arquitectura Clásica fue establecido en 2003 por la Fundación Richard Driehaus, y se presenta anualmente en la Escuela de Arquitectura de la Universidad Notre Dame de Indiana, EE. UU., en honor a un arquitecto que haya contribuido sustancialmente al campo de la arquitectura clásica y tradicional.

## Premio Driehaus
El Premio Richard H. Driehaus, de la Universidad de Notre Dame de Indiana, EE. UU., se confiere a un arquitecto vivo cuya obra represente los principios de la arquitectura y el urbanismo clásicos y tradicionales en la sociedad contemporánea, y cause un impacto cultural, ambiental y artístico positivo y duradero. Es presentado anualmente por la Escuela de Arquitectura de la Universidad de Notre Dame. Coincidiendo con la entrega del Driehaus, se otorga el Premio Henry Hope Reed a un individuo que, trabajando en áreas ajenas a la arquitectura, haya impulsado el cultivo de la ciudad tradicional, su arquitectura y su arte mediante la escritura, la planificación y la promoción.
El jurado, compuesto por destacadas personalidades del campo de la cultura y la arquitectura, realiza sus deliberaciones en una ciudad significativa por su entorno arquitectónico. Su reunión de cara al premio de 2010 se celebró en Washington D. C. en noviembre de 2009.
Además de Richard H. Driehaus, el jurado de arquitectos y docentes notables ha incluido a Adele Chatfield-Taylor (presidenta de la American Academy in Rome), Robert Davis (desarrollador y cofundador de Seaside, Florida), Paul Goldberger (crítico de arquitectura para la revista The New Yorker), Léon Krier (ganador, teórico y practicante inautural del Premio Driehaus), Michael Lykoudis (Francis y Kathleen Rooney Dean de la Escuela de Arquitectura de la Universidad de Notre Dame) y David M. Schwarz (director de David M. Schwarz Architects, S.A.).

## Historia
En 2003, Richard H. Driehaus, el fundador y presidente de la empresa Driehaus Capital Management, de Chicago, estableció el programa de galardones, recurriendo a la Universidad de Notre Dame por su fama de pionera en la incorporación de los ideales de la arquitectura tradicional y clásica en el desarrollo urbano moderno.
En 2007, el Sr. Driehaus anunció que aumentaría las dotaciones anuales de los premios Richard H. Driehaus y Henry Hope Reed a un total combinado de 250 000 dólares estadounidenses. Los dos premios suponen el reconocimiento más significativo del clasicismo en la edificación contemporánea.

## Premiados
Los premiados han sido:
| Año  | Premiado                               | País           |
| ---- | -------------------------------------- | -------------- |
| 2003 | Léon Krier                             | Luxemburgo     |
| 2004 | Demetri Porphyrios                     | Grecia         |
| 2005 | Quinlan Terry                          | Reino Unido    |
| 2006 | Allan Greenberg                        | Sudáfrica      |
| 2007 | Jaquelin T. Robertson                  | Estados Unidos |
| 2008 | Andrés Duany y Elizabeth Plater-Zyberk | Estados Unidos |
| 2009 | Abdel-Wahed El-Wakil                   | Egipto         |
| 2010 | Rafael Manzano Martos                  | España         |
| 2011 | Robert A. M. Stern                     | Estados Unidos |
| 2012 | Michael Graves                         | Estados Unidos |
| 2013 | Thomas H. Beeby                        | Estados Unidos |
| 2014 | Pier Carlo Bontempi                    | Italia         |
| 2015 | David M. Schwarz                       | Estados Unidos |
| 2016 | Scott Merrill                          | Estados Unidos |
| 2017 | Robert Adam                            | Reino Unido    |
| 2018 | Marc Breitman & Nada Breitman-Jakov    | Francia        |
| 2019 | Maurice Culot                          | Bélgica        |
| 2020 | Ong-ard Satrabhandhu                   | Tailandia      |
| 2021 | Sebastian Treese                       | Alemania       |
| 2022 | Rob Krier                              | Luxemburgo     |
| 2023 | Ben Pentreath                          | Reino Unido    |
| 2024 | Peter Pennoyer                         | Estados Unidos |